# XV Corps (Britisch-Indien)
Das XV Corps (deutsch XV. Korps) war ein Großverband der Britisch-Indischen Armee, der in Britisch-Indien im Zweiten Weltkrieg aufgestellt wurde. Er nahm am Burmafeldzug teil und wurde nach Kriegsende aufgelöst. Während das Korps Teil der Britisch-Indischen Armee war, dienten auch andere Einheiten des Commonwealths in ihr, darunter die ostafrikanische 22nd Eastafrican und die 28th Eastafrican Brigade.

## Zweiter Weltkrieg
Als Japan in den Weltkrieg eintrat und Anfang 1942 britische, indische und chinesische Streitkräfte aus Burma vertrieb, wurde das XV. Corps am 30. März aus dem Assam and Bengal Presidency District HQ gebildet um Bengalen zu verteidigen, das unter dem Kommando des 'Eastern Command India' GHQ Indien stand, was wiederum vom 'India Command' kontrolliert wurde. Das Wappen des Korps war eine Kombination von drei 'V', die für die römische Ziffer 15 standen. Der erste Befehlshaber war Generalleutnant Noel Beresford-Peirse.
Am 9. Juni wurde Beresford-Peirse das Kommando über das indische 'Southern Command', ein administratives Hauptquartier auf Armee-Ebene, zugewiesen und Generalleutnant William Slim, vormals Kommandeur des aufgelösten Burma Korps, übernahm das XV. Corps. Zu dem Zeitpunkt war das Hauptquartier des XV. Corps in Barakpur nahe Kalkutta. Das Korps hatte vielfältige Aufgaben, Bengalen und Orissa vor der japanischen Invasion zu schützen, die Sicherheit für ein großes Gebiet in Ostindien zu garantieren und seine Einheiten zu trainieren. Im Juli übernahm die Eastern Army die direkte Kontrolle über die Operationen an der burmesischen Küste in der Provinz Arakan und das XV. Corps wurde zu Trainingszwecken und um für innere Sicherheit zu sorgen nach Ranchi in Bihar verlegt.
Am 5. April 1943 wurde das XV. Corps eilig nach Chittagong gerufen, um die Kontrolle über die Gebiete in Arakan wieder zu erlangen, wo ein japanischer Gegenangriff die britischen und indischen Truppen zurückgedrängt hatte. Das Korps bestand aus der von Generalmajor Wilfrid Lewis Lloyds geführten indische 14th Indian Light Division, die in der Nähe von Chittagong und an seinem südlichen Rand gegenüber der burmesischen Küstenprovinz Arakan aufmarschierte, sowie der indischen 26th Indian Division unter Generalmajor Thomas George Gordon Heywood, die im Delta-Gebiet des Ganges stationiert war. Der Einsatz erwies sich als zu spät, die Situation war mit den erschöpften Truppen nicht wiederherzustellen und das Korps fiel an die indische Grenze zurück, bevor der Monsun beide Seiten zum Einstellen der Operationen zwang.
Am 15. Oktober wurde Slim zum Kommandeur der Eastern Army, die später zur britischen 14th Army wurde, befördert. Sein Nachfolger war Generalleutnant Sir Philip Christison. Unter der 14th Army nahm das XV. Corps in der Operation Cudgel gegen Ende des Jahres die Offensive in Arakan wieder auf. Dem Corps unterstanden die indische 5th Indian Division (Generalmajor Harold Rawdon Briggs), die indische 7th Indian Division (Generalmajor Frank Messervy) und im Kaladangebiet die westafrikanische 81st Westafrican Division (Generalmajor Christopher Geoffrey Woolner). Als Reserve fungierte die indische 26th Indian Division (Generalmajor Cyril Lomax) und britische 36th Division (Generalmajor Francis Festing). Die indische 5th Indian Division, die bereits Kämpfe in Ostafrika bestanden hatte, griff an der Küstenebene von Arakan an. Die gut ausgebildete indische 7th Indian Division griff gegen Buthidaung und im Kalapanzin-Tal an. Zu Beginn des Jahres 1944 stießen die führenden Verbände auf die japanischen Verteidigungslinien von Maungdaw bis Buthidaung. In den ersten Monaten des Jahres 1944 erzielte das Korps den ersten bedeutenden Erfolg gegen die Japaner in Südostasien, als es eine japanische Offensive, die Operation Ha-gō, abwehren konnte. Nach der Sicherung des verteidigten Gebiets im Mayu-Gebirge wurden die Operationen im Arakan eingeschränkt, um die Konzentration der Kräfte auf die zentrale Front in Assam zu ermöglichen.
Das XV. Corps begann am 19. März 1944 eine Luftbrücke von Arakan zur Verstärkung des britisch-indischen IV. Corps nach Imphal einzurichten, unter dem Decknamen Operation Stamina wurde zunächst die indische 5th Indian Division (Generalmajor H. R. Briggs) nach Norden verlegt. Anschließend konzentrierte sich die 14th Army auf den Vormarsch nach Zentral Burma. Das XV. Corps wurde Ende 1944 aus der 14th Army entlassen und direkt der 'Allied Land Forces South East Asia' (ALFSEA), einer Nachfolgeorganisation der ABDACOM, unterstellt. Dadurch konnte das Korps einen unabhängigen Feldzug durch Arakan und entlang der Küste Burmas führen. Als die Generaloffensive begann, eroberte das XV. Corps die Insel Akyab mit einem wichtigen Flugplatz, es startete amphibische Flankenbewegungen, um die sich zurückziehenden japanischen Truppen abzufangen und eroberte anschließend den burmesischen Hafen von Taungup und die Inseln Ramree und Cheduba.
Schließlich starteten Einheiten des Korps Ende April 1945 die Operation Dracula, einen amphibischen Angriff auf Rangun, die burmesische Hauptstadt. Allerdings mussten sie feststellen, dass Rangun bereits von der japanischen Garnison verlassen war.
Nach der Einnahme von Rangun wurde das XV. Corps erneut der 14th Army unterstellt und aus Burma abgezogen, um einen amphibischen Angriff zur Rückeroberung von Malaya vorzubereiten. Die Operation wurde jedoch überflüssig, weil die japanischen Streitkräfte mittlerweile kapituliert hatten. Das XV. Corps wurde am 1. Oktober 1945 aufgelöst. Sein Hauptquartier wurde in HQ Niederländisches Ostindien-Kommando umbenannt.